# Bohadschia vitiensis
Bohadschia vitiensis is een zeekomkommer uit de familie Holothuriidae. De wetenschappelijke naam van de soort werd in 1868 als Holothuria vitiensis door Karl Semper gepubliceerd.

## Synoniemen
- Holothuria similis Semper, 1868
- Holothuria tenuissima Semper, 1868
- Holothuria clemens Ludwig, 1875
- Holothuria bivittata Mitsukuri, 1912